# Некшешть (Телеорман)
Некшешть, Некшешті (рум. Necșești) — село у повіті Телеорман в Румунії. Адміністративний центр комуни Некшешть.
Село розташоване на відстані 78 км на захід від Бухареста, 34 км на північний захід від Александрії, 106 км на схід від Крайови.

## Населення
За даними перепису населення 2002 року у селі проживали 787 осіб, усі — румуни. Усі жителі села рідною мовою назвали румунську.